# Rose Miranda
Rose Miranda é uma roteirista e redatora publicitária brasileira.
Paulista criada na zona leste da capital, mora no bairro da Mooca, onde convive com os simpáticos italianos que ajudaram São Paulo a crescer e lhe imprimiram um dos lados de seu perfil cosmopolita.

## Carreira
Publicitária desde 1995, aprendeu a gostar de escrever roteiros nos departamentos de criação das agências de propaganda, onde escrevia textos para filmes comerciais de TV.
Em 2001, escreveu seu primeiro roteiro de curta-metragem, "Largo Mão Não" premiado pela lei de incentivo do Estado de Minas Gerais. A partir daí, não parou mais, escrevendo continuamente histórias para a TV e cinema. Em 2006, foi classificada com Menção Honrosa em concurso promovido pela Rede Record para novos roteiristas de telenovelas. Tratava-se do projeto "A Mais Paulista", uma história de época, que trazia como pano de fundo a cidade de São Paulo e a Avenida Paulista, a partir de 1935 até o ano de 2005.

### Prêmios
No mesmo ano de 2006, Rose venceu o 1º Concurso de Talentos da  ScriptMakers, em Lisboa, coordenado pelo argumentista e dramaturgo Rui Vilhena, responsável pelos maiores sucessos da teledramaturgia da emissora TVI. O projeto vencedor, "No Meu Tempo Era Diferente" na categoria de série televisiva, chamou a atenção por sua abordagem moderna e inusitada sobre os problemas conjugais.

### Novos projetos
Sempre determinada e cheia de projetos, Rose agora trabalha no roteiro de seu primeiro longa-metragem, uma história com ingredientes de suspense policial que promete prender a atenção do público e render ótimos momentos de entretenimento e reflexão.